# ДЕМОС (Черногория)
ДЕМОС (акроним от черног. Демократски савез; Демократический альянс) — центристская и правоцентристская политическая партия в Черногории. Основатель и нынешний лидер партии — Миодраг Лекич, единственный депутат парламента Черногории от партии.

## История
Партия была основана в 2015 году, когда Миодраг Лекич, лидер оппозиционного Демократического фронта, покинул альянс из-за разногласий с входящими в него партиями и сформировал новый умеренно-правый политический субъект.
В сентябре 2016 года ДЕМОС решили войти в Коалицию Ключ с Объединённым реформистским действием и Социалистической народной партией Черногории для участия в предстоящих парламентских выборах, получив четыре места в парламенте. Летом 2017 года в партии произошёл раскол, в результате которого консервативная фракция во главе с Гораном Даниловичем и Гораном Радоньичем (серб. Goran Radonjić) приняла решение о создании новой партии под названием «Объединённая Черногория». В результате раскола ДЕМОС остался с двумя депутатами, так как двое других перешли в новую партию.
В июле 2020 года ДЕМОС решил войти в большую коалицию «Мир — наша нация» вместе с «Демократической Черногорией», а также некоторыми второстепенными партиями и независимыми кандидатами, чтобы принять участие в выборах в августе 2020 года.